# Tournoi de tennis de Ningbo
Le tournoi de Ningbo est un tournoi de tennis professionnel féminin classé en catégorie WTA 500 se disputant à Ningbo (Chine) sur dur en septembre dans les premiers temps, puis octobre, après les tournois en Chine de Beijing (Pékin) et Wuhan. Le tournoi a été créé en 2010 et faisait partie du circuit ITF.
Un tournoi masculin du circuit professionnel Challenger 125 est également organisé en 2011 et 2012 puis chaque année à partir de 2015.

## Palmarès dames

### Simple
| No    | Date       | Nom et lieu du tournoi                                 | Catégorie      | Dotation       | Surface        | Vainqueure          | Finaliste            | Score          |                |
| ----- | ---------- | ------------------------------------------------------ | -------------- | -------------- | -------------- | ------------------- | -------------------- | -------------- | -------------- |
| (I)   | 27-09-2010 | Ningbo Challenger, Ningbo                              | ITF            | 100 000 $      | Dur (ext.)     | Alberta Brianti     | Magdaléna Rybáriková | 6-4, 6-4       |                |
| (II)  | 12-09-2011 | Ningbo Challenger, Ningbo                              | ITF            | 100 000 $      | Dur (ext.)     | Anastasiya Yakimova | Erika Sema           | 7-63, 6-3      |                |
| (III) | 10-09-2012 | Ningbo Challenger, Ningbo                              | ITF            | 100 000 $      | Dur (ext.)     | Hsieh Su-wei        | Zhang Shuai          | 6-2, 6-2       |                |
| 1     | 22-09-2013 | Yinzhou Bank Women's Tennis Open, Ningbo               | WTA 125        | 125 000 $      | Dur (ext.)     | Bojana Jovanovski   | Zhang Shuai          | 6-77, 6-4, 6-1 | Tableau        |
| 2     | 27-10-2014 | Yinzhou Bank International Women's Tennis Open, Ningbo | WTA 125        | 125 000 $      | Dur (ext.)     | Magda Linette       | Wang Qiang           | 3-6, 7-5, 6-1  | Tableau        |
|       | 2015-2022  | Pas de tournoi                                         | Pas de tournoi | Pas de tournoi | Pas de tournoi | Pas de tournoi      | Pas de tournoi       | Pas de tournoi | Pas de tournoi |
| 3     | 25-09-2023 | Ningbo Open, Ningbo                                    | WTA 250        | 259 303 $      | Dur (ext.)     | Ons Jabeur          | Diana Shnaider       | 6-2, 6-1       | Tableau        |
| 4     | 14-10-2024 | Ningbo Open, Ningbo                                    | WTA 500        | 922 573 $      | Dur (ext.)     | Daria Kasatkina     | Mirra Andreeva       | 6-0, 4-6, 6-4  | Tableau        |

### Double
| No    | Date       | Nom et lieu du tournoi                                | Catégorie      | Dotation       | Surface        | Vainqueures                    | Finalistes                          | Score             |                |
| ----- | ---------- | ----------------------------------------------------- | -------------- | -------------- | -------------- | ------------------------------ | ----------------------------------- | ----------------- | -------------- |
| (I)   | 27-09-2010 | Ningbo Challenger Ningbo                              | ITF            | 100 000 $      | Dur (ext.)     | Chan Chin-wei Chen Yi          | Jill Craybas Olga Savchuk           | 6-3, 3-6, [10-8]  |                |
| (II)  | 12-09-2011 | Ningbo Challenger Ningbo                              | ITF            | 100 000 $      | Dur (ext.)     | Tetiana Luzhanska Zheng Saisai | Chan Chin-wei Han Xinyun            | 6-4, 5-7, [10-5]  |                |
| (III) | 10-09-2012 | Ningbo Challenger Ningbo                              | ITF            | 100 000 $      | Dur (ext.)     | Shuko Aoyama Chang Kai-chen    | Tetiana Luzhanska Zheng Saisai      | 6-2, 7-5          |                |
| 1     | 22-09-2013 | Yinzhou Bank Women's Tennis Open Ningbo               | WTA 125        | 125 000 $      | Dur (ext.)     | Chan Yung-jan Zhang Shuai      | Irina Buryachok Oksana Kalashnikova | 6-2, 6-1          | Tableau        |
| 2     | 27-10-2014 | Yinzhou Bank International Women's Tennis Open Ningbo | WTA 125        | 125 000 $      | Dur (ext.)     | Arina Rodionova Olga Savchuk   | Han Xinyun Zhang Kailin             | 4-6, 7-62, [10-6] | Tableau        |
|       | 2015-2022  | Pas de tournoi                                        | Pas de tournoi | Pas de tournoi | Pas de tournoi | Pas de tournoi                 | Pas de tournoi                      | Pas de tournoi    | Pas de tournoi |
| 3     | 25-09-2023 | Ningbo Open Ningbo                                    | WTA 250        | 259 303 $      | Dur (ext.)     | Laura Siegemund Vera Zvonareva | Guo Hanyu Jiang Xinyu               | 4-6, 6-3, [10-5]  | Tableau        |
| 4     | 14-10-2024 | Ningbo Open Ningbo                                    | WTA 500        | 922 573 $      | Dur (ext.)     | Ena Shibahara Laura Siegemund  | Cristina Bucșa Monica Niculescu     | 3-6, 6-2, [10-2]  | Tableau        |

## Palmarès messieurs

### Simple
| No | Date       | Nom et lieu du tournoi                         | Catégorie      | Dotation       | Surface        | Vainqueur         | Finaliste            | Score          |                |
| -- | ---------- | ---------------------------------------------- | -------------- | -------------- | -------------- | ----------------- | -------------------- | -------------- | -------------- |
| 1  | 12-09-2011 | Ningo Challenger, Ningbo                       | Challenger     | 35 000 $       | Dur (ext.)     | Lu Yen-hsun       | Jürgen Zopp          | 6-2, 3-6, 6-1  |                |
| 2  | 10-09-2012 | Ningo Challenger, Ningbo                       | Challenger     | 50 000 $       | Dur (ext.)     | Peter Gojowczyk   | Jeong Suk-young      | 6-3, 6-1       |                |
|    | 2013-2014  | Pas de tournoi                                 | Pas de tournoi | Pas de tournoi | Pas de tournoi | Pas de tournoi    | Pas de tournoi       | Pas de tournoi | Pas de tournoi |
| 3  | 19-10-2015 | Yinzhou Bank Cup, Ningbo                       | Challenger     | 125 000 $      | Dur (ext.)     | Lu Yen-hsun       | Jürgen Zopp          | 7-63, 6-1      |                |
| 4  | 17-10-2016 | Yinzhou Bank Challenger, Ningbo                | Challenger     | 125 000 $      | Dur (ext.)     | Lu Yen-hsun       | Hiroki Moriya        | 6-3, 6-1       |                |
| 5  | 16-10-2017 | Yinzhou International Men's Challenger, Ningbo | Challenger     | 125 000 $      | Dur (ext.)     | Mikhail Youzhny   | Taro Daniel          | 6-1, 6-1       |                |
| 6  | 15-10-2018 | Yinzhou International Men's Challenger, Ningbo | Challenger     | 150 000 $      | Dur (ext.)     | Thomas Fabbiano   | Prajnesh Gunneswaran | 7-64, 4-6, 6-3 |                |
| 7  | 14-10-2019 | Yinzhou International Men's Challenger, Ningbo | Challenger     | 162 480 $      | Dur (ext.)     | Yasutaka Uchiyama | Steven Diez          | 6-1, 6-3       |                |

### Double
| No | Date       | Nom et lieu du tournoi                         | Catégorie      | Dotation       | Surface        | Vainqueurs                            | Finalistes                                | Score              |                |
| -- | ---------- | ---------------------------------------------- | -------------- | -------------- | -------------- | ------------------------------------- | ----------------------------------------- | ------------------ | -------------- |
| 1  | 12-09-2011 | Ningo Challenger, Ningbo                       | Challenger     | 35 000 $       | Dur (ext.)     | Karan Rastogi Divij Sharan            | Jan Hernych Jürgen Zopp                   | 3-6, 7-63, [13-11] |                |
| 2  | 10-09-2012 | Ningo Challenger, Ningbo                       | Challenger     | 50 000 $       | Dur (ext.)     | Sanchai Ratiwatana Sonchat Ratiwatana | Gong Maoxin Zhang Ze                      | 6-4, 6-2           |                |
|    | 2013-2014  | Pas de tournoi                                 | Pas de tournoi | Pas de tournoi | Pas de tournoi | Pas de tournoi                        | Pas de tournoi                            | Pas de tournoi     | Pas de tournoi |
| 3  | 19-10-2015 | Yinzhou Bank Cup, Ningbo                       | Challenger     | 125 000 $      | Dur (ext.)     | Dudi Sela Amir Weintraub              | Nikola Mektić Franko Škugor               | 6-3, 3-6, [10-6]   |                |
| 4  | 17-10-2016 | Yinzhou Bank Challenger, Ningbo                | Challenger     | 125 000 $      | Dur (ext.)     | Jonathan Eysseric Serhiy Stakhovsky   | Stefan Kozlov Akira Santillan             | 6-4, 7-64          |                |
| 5  | 16-10-2017 | Yinzhou International Men's Challenger, Ningbo | Challenger     | 125 000 $      | Dur (ext.)     | Radu Albot Jose Statham               | Jeevan Nedunchezhiyan Christopher Rungkat | 7-5, 6-3           |                |
| 6  | 15-10-2018 | Yinzhou International Men's Challenger, Ningbo | Challenger     | 150 000 $      | Dur (ext.)     | Gong Maoxin Zhang Ze                  | Hsieh Cheng-peng Christopher Rungkat      | 7-5, 2-6, [10-5]   |                |
| 7  | 14-10-2019 | Yinzhou International Men's Challenger, Ningbo | Challenger     | 162 480 $      | Dur (ext.)     | Andrew Harris Marc Polmans            | Alex Bolt Matt Reid                       | 6-0, 6-1           |                |